# Правозащитник (журнал)
«Правозащи́тник» — независимый некоммерческий образовательно-просветительский проект, ежеквартальный журнал правовой грамотности в области прав человека и развития институтов гражданского общества, издававшийся в России с 1994 по 2005 год. Зарегистрирован в Роскомпечати (свидетельство о регистрации средства массовой информации № 012853); тираж издания колебался в зависимости от финансово-логистической конъюнктуры и в отдельные периоды доходил до 3 тыс. экземпляров. После прекращения публикации многие его материалы по-прежнему доступны в электронной версии.

## Учредитель, доноры и редакция
Журнал был создан в 1994 году по инициативе международной неправительственной ассоциации «Дорога свободы», эта же организация при поддержке министерства иностранных дел Финляндии финансировала выпуск первых номеров журнала. В дальнейшем издание финансировалось из правительственных и неправительственных источников, в частности, из Швейцарии, Центра ООН по правам человека, Финляндии, а также за счет личных пожертвований. Наиболее существенную поддержку журналу оказал Национальный фонд в поддержку демократии США.
Главным редактором журнала на протяжении всего периода публикации был Владимир Ведрашко. Первоначально в качестве издателя журнала выступала его редакция, впоследствии в целях оптимизации распространения журнала в регионах России в 2004 году в г. Ижевск была создана автономная некоммерческая организация "Редакция журнала «Правозащитник».
Журнал распространялся бесплатно по прямой адресной почтовой рассылке (в отдельные годы число подписчиков доходило до шестисот), раздавался бесплатно на общественных мероприятиях и распространялся на коммерческой основе (продажа через киоск «Экспресс-Хроника» на Пушкинской площади в Москве).

## Концепция и редакционная политика
Редакция придерживалась принципа равноудалённости от политических партий и ассоциаций и государственных структур; главным содержательным вектором публикации был образовательный. В журнале печатались как материалы, вышедшие из-под пера известных деятелей правозащитного движения, представителей международных организаций, так и официальных госструктур. Публиковались переводные статьи и наоборот, материалы «Правозащитника» переводились и печатались на других языках.

## Содержание и авторы
В журнале освещались такие темы как права заключённых, права детей и ювенальная юстиция, альтернативная гражданская служба; права меньшинств; права лиц с вич-спид; под рубрикой «Горячая тема» регулярно публиковались материалы и положении с правами человека в Чечне. Публиковались документы ООН и других международных организаций, как основополагающие, так и менее известные в России и в целом в мире (Кодекс поведения должностных лиц по поддержанию правопорядка, Основные принципы применения силы и огнестрельного оружия должностными лицами по поддержанию правопорядка, и др. и комментарии к ним), документы российских правозащитных организаций (доклады Фонда Право матери о положении в российской армии и др.), отчёты международных правозащитных организаций.
Среди постоянных рубрики рубрик «Правозащитника» — «Неправительственные организации»; «Правосудие» (аспект прав человека в судопроизводства, проблемы суда присяжных в России и др.); «Законотворчество» (законопроекты и комментарии к ним);
«Параллели» (положение в области прав человека и правозащитное движение в других странах мира). В разделах «Книжные новинки» и «Рецензия» помещались обзоры свежих публикаций на тему прав человека, в информационном разделе рассказывалось о российских правозащитных организациях и их работе; редакция регулярно публиковала письма читателей.
В журнале печатались Анатолий Приставкин, Лариса Богораз, эксперты ООН (член Комитета ООН по ликвидации расовой дискриминации Юрий Решетов и др.), сотрудники постоянного представительства при отделении ООН в Женеве. Публиковались материалы Сергея Ковалёва, Людмилы Алексеевой, Льва Пономарёва и других известных правозащитников.

### Комментарии
1. ↑  Одним из основных направлений деятельности «Дороги свободы» (или «Liberty Road», руководитель К. Ермишин) со штаб-квартирой в Женеве, Швейцария являлся сбор средств для просветительской работы в области прав человека и развития институтов гражданского общества в постсоветских странах, поддержку публикаций по правозащитной тематике и др.[1].